# Waldemar Legień
Waldemar Legień (Bytom, 1963. augusztus 28. –) lengyel cselgáncsozó. Az 1988. évi nyári olimpiai játékokon váltósúlyban, az 1992. évi nyári olimpiai játékokon pedig középsúlyban szerzett aranyérmet.